# Katayoun Khosrowyar
Katahyunne Laudanne "Katayoun" Khosrowyar (persa: کتایون خسرویار; nacida el 19 de septiembre de 1987), comúnmente conocida como Kathy o Kat Khosrowyar, es una entrenadora de fútbol iraní-estadounidense. Es conocida como la ex entrenadora principal del equipo nacional femenino de fútbol sub-19 de Irán.

## Carrera
Khosrowyar nació en Tulsa, Oklahoma, hija de padre iraní y madre estadounidense. Jugó en un club de Oklahoma altamente clasificado en ese momento (Tulsa Soccer Club). Khosrowyar también jugó fútbol universitario, hockey sobre césped y atletismo en su escuela secundaria privada Holland Hall. Decidió mudarse a Irán en 2005, durante su primera visita a los 17 años, después de aceptar jugar para Irán. En 2010, Katayoun fue nominada por la Confederación Asiática de Fútbol (AFC) para participar en el Proyecto Futuro, un programa de entrenamiento para futbolistas menores de 30 años. Después de retirarse como jugadora en 2013, Kat obtuvo una licencia 'A' de la FIFA/AFC en 2014, siendo la primera mujer iraní en hacerlo. El propósito, según cuenta a Women’s Soccer Coaching, es "integrar todas mis habilidades, capacidades y experiencias bajo un mismo techo". Katayoun Khosrowyar tiene una maestría en ingeniería química de la Universidad de Birmingham en el Reino Unido y recientemente completó una segunda maestría en Asuntos Globales en la Universidad de Rice.
Khosrowyar regresó a los Estados Unidos en 2019 para convertirse en la entrenadora principal de la Academia OL Reign.

## Premios
Khosrowyar ganó el Premio de Entrenador de Fútbol Femenino de Women's Soccer United en 2018, otorgado a entrenadores inspiradores en el fútbol femenino basado en una encuesta pública. Khosrowyar también fue nominada como la mejor entrenadora de Asia en 2019 junto a la entrenadora principal de Japón, Asako Takakura.

## Medio Oriente y Asia Central
En 2011, Khosrowyar formó parte de la campaña "Let Us Play" liderada por el príncipe Ali bin Hussein de Jordania, que ayudó a revocar una prohibición de la FIFA sobre el hijab. La FIFA permitió "cubrirse la cabeza por razones religiosas para todas las jugadoras musulmanas en los países miembros de la organización". Esto fue crucial para las jugadoras de fútbol iraníes para continuar participando en competiciones de la FIFA después de haber sido prohibidas de jugar durante la segunda ronda de las clasificaciones preolímpicas.
Después de que los talibanes prohibieran la participación de las niñas en deportes en septiembre de 2021, Khosrowyar formó parte de un grupo que se organizó para ayudar a 80 personas, compuestas por 26 miembros del equipo juvenil femenino afgano, a dejar el país y seguir carreras futbolísticas internacionalmente.